# Harald Kohr
Harald Kohr (* 14. März 1962 in Trier) ist ein ehemaliger deutscher Fußballspieler und -trainer.

## Karriere
Kohr begann seine sportliche Laufbahn in Jugendmannschaften der Vereine TSC Pfalzel, SV Ruwer und SV Mehring. Von 1981 bis 1986 spielte er für Eintracht Trier. Im Jahr 1986 wechselte er zum damaligen Bundesligisten 1. FC Kaiserslautern, bei dem er bis 1989 unter Vertrag blieb. In dieser Zeit absolvierte Kohr 86 Spiele in der Bundesliga und schoss dabei 45 Tore.
Der FC Bayern München versuchte 1988, den Ausnahmestürmer für 3 Mio. DM zu verpflichten, blitzte jedoch beim FCK ab. 1989 schließlich zog Kohr das Interesse mehrerer namhafter Bundesligavereine an und entschloss sich schließlich zu einem Wechsel zum VfB Stuttgart, der 1,6 Mio. DM Ablöse bezahlte. Dort wurde er jedoch infolge einer in der Vorsaison erlittenen Knieverletzung schon am 5. Juli, vier Tage nach Saisonbeginn, entlassen. Wegen Kohrs Knieverletzung trat der VfB von dem Vertrag zurück, zwischen dem 1. FC Kaiserslautern und dem VfB Stuttgart kam es daraufhin zu einem Rechtsstreit, der im Dezember 1989 mit einer Abstandszahlung des VfB endete.
Im Dezember 1989 wechselte Kohr in die Schweiz zu den Grasshoppers Zürich. In dieser Saison wurde der damals von Ottmar Hitzfeld trainierte Verein zugleich Schweizer Meister und Pokalsieger, was Kohrs größten sportlichen Erfolg darstellt.
In der folgenden Saison kehrte er in die Bundesliga zurück und trat in elf Spielen (ein Tor) für die SG Wattenscheid 09 an. 1991 musste er jedoch infolge von Sportinvalidität seine Spielerlaufbahn beenden.
Seither arbeitet Kohr im Trainerbereich. 1991 erwarb er die A-Lizenz und seit 1993 ist er staatlich anerkannter Fußball-Lehrer. Von 1992 bis 1994 fungierte er als Jugendcheftrainer bei Eintracht Trier und in der Saison 1996/97 als Trainer beim Verbandsligisten SV Leiwen.
1997 wechselte er in die Nationaldivision Luxemburg und trainierte für eine Saison CS Grevenmacher, mit dem er Luxemburger Pokalsieger wurde. 1998 übernahm er den Jugendbereich des TuS Issel und im Jahr 2005 war er von Juli bis Dezember beim Luxemburger Rekordmeister Jeunesse Esch als Trainer der 1. Mannschaft tätig, ehe der Vertrag nach Differenzen mit dem Vorstand aufgelöst wurde. In der Saison 2015/16 war Kohr kurzzeitig noch einmal als Co-Trainer bei den Damen des TuS Issel tätig. Er arbeitete zwischenzeitlich auch als DFB-Stützpunkttrainer.
Zusätzlich erwarb Kohr von 1993 bis 1995 den staatlich geprüften Sportlehrer an der Europäischen Akademie des Rheinland-Pfälzischen Sports in Trier und arbeitete seit 1996 als Sporttherapeut. Seit 1999 ist er darüber hinaus Stützpunkttrainer des DFB am Stützpunkt Mehring, seit 1. August 2008 bei Lotto Rheinland-Pfalz. Außerdem ist Kohr in der Traditionsmannschaft des 1. FC Kaiserslautern aktiv.

## Sonstiges
Sein Sohn Dominik und seine Tochter Karoline sind ebenfalls Fußballprofis.